# Филевский, Иван Иванович
Иоанн Иоаннович Филевский (30 июля 1865, Харьковская губерния — 1925, Харьков) — протоиерей, профессор Харьковского университета, духовный писатель, публицист, историк Церкви, обновленческий протопресвитер.

## Биография
Родился 30 июля 1865 года  в слободе Мурафская (Харьковская губерния). Его род вёл своё начало со времен первой колонизации Слобожанщины выходцами из-за Днепра.
С детства, под влиянием матери, проявил интерес к Церкви и духовной жизни. Получил начальное образование в земской народной школе; затем окончил Харьковское духовное училище, Харьковскую духовную семинарию (с серебряной медалью) и в 1890 году — Киевскую духовную академию.
С 1890 года занимался учебно-педагогической деятельностью — преподавал общую гражданскую историю и арифметику в Киевском женском училище ведомства Императрицы Марии (1890—1891 гг.), был законоучителем 3-й Харьковской гимназии и женской гимназии Д. Д. Оболенской (1891—1896), одновременно причислен к духовенству Успенского кафедрального собора. С 1893 года — законоучитель Харьковского коммерческого училища Императора Александра III и настоятель храма Нерукотворного Образа Господня при нём. В 1893 году был избран членом правления Харьковского духовного училища, с 1902 года — вошёл в совет епархиального училища.
Участник Религиозно-философских собраний в Петербурге 1901—1902 годы, друг Василия Розанова.
С 1902 года — участник Харьковского историко-филологического общества, член комиссии по подготовке и проведению XII Археологического съезда в Харькове.
Стал инициатором создания в Харькове религиозно-просветительного общества, написал проект его устава; выступил одним из организаторов духовно-нравственных чтений, и сам, с успехом, вёл их на товарной станции и в железнодорожных мастерских.
28 октября 1902 года И. И. Филевский в Киевской духовной академии защитил магистерскую диссертацию «Учение Православной Церкви о Священном Предании: апологетическое исследование»; оппонентами выступили профессора П. И. Линицкий, А. И. Булгаков и Ф. С. Орнатский. Диссертация была опубликована отдельным изданием. Работа была удостоена почётного отзыва Учебного комитета при Св. Синоде и одобрена митрополитом Антонием.
Готовясь к началу академической деятельности, в 1903 году предпринял поездку в страны Европы, целью которой был Рим. Там он осмотрел и изучил памятники христианского искусства древности, в том числе римские катакомбы.
С 1904 года — приват-доцент кафедры истории Церкви историко-филологического факультета Императорского Харьковского университета.
В 1906 году был редактором и издателем «Церковной газеты». Вокруг «Церковной газеты» и Иоанна Филевского сформировался кружок «прогрессивно настроенного» духовенства.
В годы Первой русской революции был отмечен как участник ряда резонансных инцидентов. В октябре 1905 году на съезде благочинных епархии отстаивал интересы харьковских семинаристов, объявивших забастовку, решительно выступал против репрессивных мер, предлагавшихся ректором. Ободрённые защитой, семинаристы вскоре плеснули кислотой в лицо инспектору семинарии.
В начале 1906 года выступил, совместно с группой харьковских священников, с коллективным письмом «Голос священника о смертной казни и об убийстве как средстве политической борьбы», опубликованным в кадетской газете «Волна» 1 января 1906 года. Поводом для выступления в поддержку популярной идеи отмены смертной казни стала защита подростка, смертельно ранившего пристава 4-го полицейского участка Харькова В. Е. Колтуновского. Поскольку смертная казнь преступнику не угрожала в силу его малолетства, письмо священников было частью провокационной кампании, направленной на очернение государственного строя.
В 1906 году, представляя нарождающееся церковное обновленчество, баллотировался, но не был избран, на выборах в Государственный совет Российской империи от духовенства Харьковской епархии, где конкурировал с депутатом от правых — профессором протоиереем Тимофеем Буткевичем.
С 1907 года вёл университетский курс богословия, с 19 ноября 1908 года — уже как избранный Советом университета профессор.
В 1909 году в информации МВД упомянут среди нелояльной профессуры, отличавшейся крайне левым направлением.
В 1917 году принял активное участие в церковно-политической жизни, будучи лидером идейным лидером формирующегося обновленческого и автокефального движения в Харьковской епархии.
В феврале 1920 года, как доктор богословия и протоиерей, выступал докладчиком и почётным председателем Епархиального съезда духовенства и мирян. Съезд принял решение просить советскую власть о высылке с Украины «уволенных на покой» иерархов, противящихся обновленчеству, — архиепископа Харьковского Нафанаила и епископа Старобельского Павла, — а также об увольнении ряда не принимавших обновленчества священников города.
После появления обновленческого раскола получает известность как яркий лидер обновленчества. Как член группы «Живая церковь» организовывал «двадцатку» для передачи обновленцам Иоанно-Усекновенского храма в Харькове.
Как протопресвитер Украины профессор Иван Филевский был избран в число почётных членов президиума «Второго Поместного Всероссийского Собора» (первого обновленчского), состоявшегося 2 — 8 мая 1923 года в Москве. Иван Филевский делал доклад об автокефалии Украинской церкви.
Скончался в 1925 году.

## Работы
Творчество Ивана Филевского являет собой пример идейной эволюции части клира Русской Православной Церкви на рубеже XIX—XX ст., сближавшей его с леволиберальной интеллигенцией и подготавливавшей обновленческий раскол 1920-х годов

### 1890-е — 1910-е годы
В харьковских газетах «Южный край», «Харьковские ведомости», «Мирный труд» в 1890-е — 1910-е годы были опубликованы десятки статей, заметок, слов и проповедей, затрагивавших актуальные социальные проблемы — пьянство и проституцию, брак и нравственность. В годы русско-японской войны 1904—1905 годов — тему патриотизма и любви к Отечеству.
На рубеже столетий с позиций Православной Церкви на страницах «Веры и Церкви», «Странника», «Миссионерского обозрения» вступил в полемику с деятелями искусства российского Серебряного века (Розановым, Меньшиковым, Мережковским, Минским и др.). Анализировал новые «веяния» в российской культуре и искусстве к. XIX — нач. XX ст.
В 1892 годы в статье «По поводу литературных толков о графе Л. Н. Толстом» с православных апологетических позиций он полемизировал с имевшими широкий резонанс попытками уравнять Христа с философами античности и рассматривать христианство лишь как одну из этико-философских конструкций древности. Раскрыл превратное понимание христианства, и православия в частности, как основу богемного «богоискательства» начала XX столетия.
В 1902 года под впечатлением от участия в Религиозно-философских собраниях в Петербурге опубликовал три «религиозно-философских письма»: «О духе и плоти» — на статью Дмитрия Мережковского в журнале «Мир искусства» за 1902 год «Л. Толстой и Достоевский»: Христианская религия и культура" — на статью Николая Минского «Философские разговоры» в том же журнале; и, наконец, «Об отношении к жизни и смерти в язычестве и христианстве», — где дал обобщённый анализ фундаментальных различий между христианским и древне-языческим мирами, и указывал на искусственность и опасность построения синтетических неоязыческих мировоззренческих систем на основе превратного «перетолковывания» христианства.
В 1904 году в статье «По поводу картины И. Е. Репина „Иди за Мною, сатано“ на XXXII передвижнической выставке» дал искусствоведческий и идейный анализ этого произведения. Картина Репина выступает здесь как одна из вариаций и продолжений антихристианского осмысления образа Спасителя в искусстве модерна. Образцом здесь служила картина немецкого художника Макса Клингера «Христос на Олимпе» (1897 г.). Раскрыв амбициозную, но достаточно поверхностную символику созданной Репиным композиции, автор отмечает, что Репин дает утрированный взгляд на идеалы христианского духовного аскетизма. Невольно приоткрывая свой «дуалистический, сектантский, манихейский» взгляд на природу женщины как символа и источника зла, Репин косвенно пытается противопоставить превосходство «аскетической простоты» квазинародного облика графа Л. Н. Толстого над евангельской телесной нищетою.
В области церковной истории, и церковной истории родного края, принял участие в составлении очерков «Харьковские архипастыри» к столетнему юбилею епархии.
В 1896 году опубликовал крупную богословскую работу «Учение св. Викентия Лиринского: изложение и сравнительно-историческая оценка этого учения по Commonitorium‘у», основные положения которой опубликовал журнал «Странник» в 1896—1897 годы.
Удостоенная благожелательных отзывов магистерская диссертация Ивана Филевского «Учение Православной Церкви о Священном Предании: апологетическое исследование», по сделанному в 1908 году замечанию исследователя Священного Предания П. П. Пономарева, представляла собой единственный на то время русский труд, специально посвящённый данному предмету. Темой работы была разработка гносеологических норм религиозной веры и, на их базе, методологических основ для развития целостной системы богословских знаний о вере.
Полемически, работа имела целью апологетическую защиту учения Церкви перед сектами, противостоящими православию с позиций протестантизма. «Вопрос о предании в антицерковном сектантстве — это тяжёлый камень преткновения и камень соблазна. Все ереси, так или иначе, отвергали догматический приоритет церковно-религиозного предания» — отмечал о. Иван Филевский в речи перед защитой диссертации. В конце XIX — начале XX веков Харьковская губерния, как и Украина в целом, были местом активной
экспансии «народных» протестантских сект.
Безусловный научный успех, широкое признание работ стали стимулом академической карьеры Ивана Филевского.
В 1908 году Иван Филевский опубликовал две короткие работы, посвящённые проблемам отношений интеллигенции и христианского вероучения: «Культ науки и христианская религия: (По поводу книги проф. И. И. Мечникова „Этюды о природе человека“)» и «Слово о союзе между верой и наукой»; последнее было произнесено в университетской церкви 17 января 1908 года. Указывая на ключевую роль Церкви в становлении европейской культуры и науки, Иван Филевский высказывал свою убеждённость в том, что наука и культурный прогресс не противоречат догматам православного христианства. Наоборот, сама культура и наука дали и неминуемо дадут в будущем много прямо подкрепляющих истину веры положений.

### 1905—1916 годы
Годы Первой русской революции обозначили поворотный момент в деятельности И. И. Филевского, обозначив нарастающее сближение его взглядов с леволиберальной идеологией кадетского толка.
В серии публикаций в «Церковной газете» в 1906 году он ратует за «идейно-религиозное» примирение Церкви и «общества» ради достижения духовного обновления последнего, и его переустройства на началах «соборности».
Косвенно констатируя наличие раскола в общественном сознании, вину за его возникновение Иван Филевский возлагал на государство и на Церковь. Картина современности виделась И. Филевскому в мрачных тонах. Церковь серьёзно пострадала от своего закрепощения государством, от цезарепапизма и бюрократической опеки над ней. Церковь оторвана от народа и не выражает его религиозные идеалы и духовные потребности. Церковь не соответствует запросам современности. Вместо «соборности» и «духовного раскрепощения», в православии преобладает «монашеский колорит». Как следствие, в православии разработаны вопросы личного спасения, но совершенно не принимались во внимание вопросы «культурно-общественного творчества».
Иван Филевский увидел «классовую борьбу» между высшим чёрным духовенством и низшим духовенством белым. Именно «господство монахов» якобы привело к разделению на иерархов и мирян, отсутствию автономных приходов, фанатизму миссии и миссионеров. Путь к идейно-религиозному примирению церкви и «прогрессивной общественности» лежал через проведение реформ на началах «соборности» во всех сферах жизни Церкви.
Решительно критикуя сторонников восстановления патриаршества в России, Иван Филевский противопоставлял соборное начало «централизационному», бюрократическому, воплощением которого якобы является патриаршество. К проблеме восстановления патриаршества Иван Филевский подходил с социологической точки зрения, усматривая в нём не более как исторически сформировавшийся и характерный для определённой эпохи социально-политический институт, сходный с монархией. Данный подход гармонировал с позитвистским социологизмом либерально настроенных историков Харьковского университета; и фактически являл собою развёртывание кадетской идеологии освобождения общества в применении к Церкви.
Отсюда следовала идея соответствия устройства Церкви строю общества и государства. Грядущая гражданская свобода должна гармонически слиться с церковной соборностью. Церковное управление должно быть преобразовано «сверху донизу».
Духовенство должно быть «раскрепощено», а устройство Церкви преобразовано на демократических началах соборного самоуправления. С этих позиций Иван Филевский подвергал критике посвящённый проблеме восстановления патриаршества доклад архиепископа Антония (Храповицкого) на заседании Особого предсоборного присутствия 1 июня 1906 года.
Современное ему историческое время виделось Ивану Филевскому временем переломным, эпохой, когда происходит преображение человечества. Своей задачей как пастыря, о. Иван Филевский считал благословение культурного прогресса и согласование его идей с идеями христианскими. Контекст работ о. И. Филевского говорит о том, что согласование это имело односторонний характер и привязывало христианское вероучение к политическим доктринам кадетского толка.

### 1917—1920-е года
Развитые в годы первой революции идеи И. Филевский продолжил отстаивать в 1917 г. В своей статье «Что раньше: Собор или Учредительное Собрание?» он вновь, и в ещё более последовательной форме, проводит курс «Церковной газеты». Требует «демократизации Церкви», отстаивает принцип выборности духовенства, «соборности», критически отзывается об институтах консистории и благочинных, высказывается за «раскрепощение духовенства», резко осуждает положение, при котором «монахи по-прежнему управляют церковью». А для возрождавшегося института патриаршества использует определение «контрреволюции в Церкви».
Иван Филевский решительно выступал против проведения Поместного Собора до созыва Учредительного Собрания, так как решения Собора могли не соответствовать выработанным этим политическим форумом принципам государственного строительства.
Статьи лета 1917 года представляют Ивана Филевского как вполне сформировавшегося лидера обновленчества в Харьковской епархии. Также, в его взглядах проявляется ясный автокефалистский мотив. Он указывает на неприемлемость несоответствия границ митрополий государственным и этническим границам субъектов будущей Российской федерации: «Наша Украина не признает этого деления: она, обеспечивая свои национальные права и государственное устройство, будет требовать церковной автокефалии и полной автономности».
Оглашённый Иваном Филевским доклад «Православная сущность и идеологическая ценность „Живой Церкви“, автокефалия православия» (1920 г.) стал выражением фундаментальных идей обновленческого движения на Украине. Как и ранее, свои утверждения Иван Филевский основывал на обличении ереси цезарепапизма — «противоестественного союза и подчинения церкви государству», ведшего к кризисным процессам в Русской Православной Церкви XVIII — начала XX столетий.
Старообрядчество и сектантство, спор западников и славянофилов трактовались им как развивающиеся на почве «никогда не прекращавшегося протеста против православной казёнщины… напряжённые искания живой церкви в русском православии». Организация «Живой Церкви» рассматривалась как своеобразный итог этих исканий — «земное православие нашего времени».
Отдельное внимание уделялось вопросу «белого епископата», противостоящего «узурпации Верховной власти в церкви монахами-архиереями». Монашество, сохраняющееся как личный подвиг, подлежало «реформированию» в «православно-трудовые братства». В докладе содержалось решительное требование автокефалии украинской и других православных национальных церквей.
В своих публиковавшихся в советской прессе публикациях 1920-х годы Иван Филевский полностью усваивает принятый в них язык, разоблачает «монархическую белогвардейщину» в Церкви и т. д.
Последняя известная публикация Ивана Филевского датируется 1927 годом.

## Основные работы
- Учение Православной Церкви о Священном Предании. Апологетическое исследование. Харьков, 1902.
- Христианская религия и культура: (2-е религиозно-философское письмо) // Миссионерское обозрение. 1902 г.
- Наша земледельческая культура и Церковь //Вера и Церковь: Духовный, философско-апологетический журнал. 1901 г. Т. 2.
- По поводу литературных толков о графе Л. Н. Толстом: Ответ на «Письмо неизвестного» Н. Страхова". Харьков, 1892. 29 с.
- Сущность христианской нравственности в отличие её от моральной философии графа Л. Н. Толстого: (По поводу статьи проф. Н.Грота «Нравственные идеалы нашего времени», Вопросы философии и психологии, январь 1893 г. стр. 129—154) — Х., 1893. — 39 с.
- Пустословствования светского богослова: (По поводу статьи г. Розанова в № 8987 «Нового времени»: «Тема нашего времени») // Странник: Духовный журнал. 1901 г. Т. 2. (Название редакции; оригинальное название «Подменённая диалектически и текстуально страница веры»)
- О духе и плоти: (Религиозно-философское письмо) // Миссионерское обозрение. 1902 г. Т.1.
- Христианская религия и культура: (2-е религиозно-философское письмо // Миссионерское обозрение. 1902 г. Т.2.
- Об отношении к жизни и смерти в язычестве и христианстве: (3-е религиозно-философское письмо) // Миссионерское обозрение. 1902 г. Т.2.
- По поводу картины И. Е. Репина «Иди за Мною, сатано» на XXXII передвижнической выставке. СПб., 1904.
- О значении вопроса о Предании в наше время: Речь перед защитой 28 октября 1902 г. в Киевской духовной академии магистерской диссертации на тему: "Учение православной Церкви о св. Предании. Апологетическое исследование // Вера и Церковь. 1902. Т.2.
- О церковных законах в Древне-Киевской Руси: К вопросу об источниках и основах Древне-Русского церковного права и управления. Харьков, 1905. 60 с.
- Цельс и Ориген: Из лекций по Апологетическому богословию, читаных студентам в 1907—1908 и 1908—1909 гг. Харьков, 1910. 85 с.
- Культ науки и христианская религия: (По поводу книги проф. И. И. Мечникова «Этюды о природе человека») // Вера и Церковь. 1904 г.
- Поворот в нашей интеллигенции. (Разбор содержания «Вех») // Церковная газета. — 1906. — № 26, 29, 31, 32.
- О союзе между верой и наукой. Харьков, 1908. 12 с.
- Апология патриаршества // Церковная газета. № 24 — 25. 1906.
- Что раньше: Собор или Учредительное Собрание? // Южный край. № 14122. 1917. 11 июля.